# Паразоа
Паразоа је еволуциони правац метазоа који је водио ка развоју сунђера и представља слепу грану еволуције. Поред сунђера овом еволуционом правцу припада још само један тип, плакозоа (Placozoa). Код њих нису развијена ткива и органи, већ се налазе на цеулалрном нивоу грађе.